# Hypnagogie
Hypnagogie (ook wel: hypnagogia of hypnogogia) is een term uit 1848 voor de staat van bewustzijn die ervaren wordt in de periode tussen het wakker zijn en in slaap vallen. Mogelijk ervaren sensaties zijn angst, opwinding of een gevoel van trippen. Iets soortgelijks treedt op juist na het ontwaken; dit noemt men hypnopompie. De benaming hypnagogie (betekent: ‘aan de slaap voorafgaand’) werd bedacht door Alfred Maury.
Tijdens deze periode wil het nog weleens gebeuren dat spieren zich al ontspannen terwijl de hersenen daar nog niet aan toe zijn. Die reactie kan zo hevig zijn, dat lichaam en het bed waarop men ligt heen en weer schudt (hypnagoge schok). Gedurende een korte periode lijkt men geen baas meer te zijn over het eigen lichaam. Na een korte periode wordt men ofwel weer helemaal wakker, of valt in slaap; zonder dat men er zelf invloed op heeft.
Het lijkt erop dat men minutenlang is uitgeschakeld; de periode duurt echter in werkelijkheid meestal maar een paar seconden.